# Miroslav Fiedler
Miroslav Fiedler   (Praga, 7 d'abril de 1926 - Praga, 20 de novembre de 2015) va ser un matemàtic txec.

## Vida i obra
Fiedler va néixer el 7 d'abril de 1926 a Praga. Després d'acabar els estudis secundaris a l'institut Vančura de Smíchov, es va graduar a la universitat Carolina de Praga, on el 1950 va rebre el títol de màster. A continuació, va encetar treballs de recerca a l'Institut de Matemàtiques de l'Acadèmia de Ciències, per obtenir el doctorat el 1955, amb una tesi sobre geometria dels símplex dirigida per Eduard Čech.
A partir de 1952 va treballar a l'Institut de Matemàtiques de l'Acadèmia de Ciències Txecoslovaca, fins que el 1965 va ser nomenat professor a la universitat Carolina. A més, també va ser professor visitant o convidat a diverses universitats estrangeres. Es va jubilar el 1993, però continuà com professor emèrit i treballant a l'Institut d'Informàtica de l'Acadèmia.
El 1978, juntament amb Vlastimil Pták, va rebre el Premi Nacional de la República Txecoslovaca, el 1986 va rebre la Medalla d'Or Bernard Bolzano atorgada per l'Acadèmia Txecoslovaca de Ciències i el 1993 va rebre el premi Hans Schneider de la International Linear Algebra Society. Amb motiu del seu vuitanta aniversari, l'Acadèmia Txeca de Ciències va organitzar l'any 2006 una conferència internacional, en la qual el professor Fiedler va rebre la medalla d'honor De scientia et humanitate optime meritis. El 2007, el president txec Václav Klaus li va concedir la Medalla al Mèrit "pels serveis a l'estat en el camp de la ciència".
Va publicar uns dos-cents quaranta articles científics. Les seves especialitats eren l'àlgebra lineal, l'anàlisi numèrica, la teoria de grafs i la geometria euclidiana. Els seus treballs més notables versen sobre la connectivitat algebraica dels grafs, sobre els vectors propis de les matrius simètriques no negatives i sobre les matrius amb elements no positius fora de la diagonal i menors principals positius.